# Johan Oskar Backlund
Johan Oskar Backlund, švedsko-ruski astronom, * 28. april 1846, Länghem, Westrogothia, Švedska, † 29. avgust 1916, Pulkovo, Ruski imperij (sedaj Rusija).
Včasih njegovo ime zapišejo Jöns, vendar viri iz njegovega časa večinoma navajajo »Johan«. V Rusiji, kjer je prebil večino svojega poklicnega življenja, je znan kot Oskar Andrejevič Baklund (rusko О́скар Андре́евич Ба́клунд). Ruski viri včasih navajajo za njegov rojstni dan in datum smrti 16. april 1846 in 16. avgust 1916, saj je Rusija v tem času še vedno uporabljala julijanski koledar.

## Življenje in delo
Backlund je leta 1876 diplomiral na Univerzi v Uppsali. Leta 1876 se je izselil v Rusijo. Delal je na Observatoriju v Dorpatu, (danes Tartu v Estoniji) in od leta 1879 na Observatoriju Pulkovo, kjer je bil tudi četrti predstojnik od leta 1895 do svoje smrti. Na mestu predstojnika pulkovskega observatorija je nasledil Bredihina.
Največ je raziskoval na področju nebesne mehanike. Pomembno je njegovo delo o računanju tira Enckejevega kometa, kjer je upošteval motnje več planetov. S pomočjo opazovanj Enckejevega kometa je poskušal oceniti maso Merkurja. Ruski viri včasih omenjajo ta komet kot Encke-Backlundov komet. Od leta 1898 do 1900 je opravljal geodetske raziskave Spitsbergov, norveškega otočja v Severnem Ledenem morju.
Leta 1883 so ga izbrali za člana Akademije znanosti v Sankt Peterburgu.

## Priznanja

### Nagrade
Kraljeva astronomska družba (RAS) mu je leta 1909 podelila zlato medaljo.
Leta 1914 je prejel medaljo Bruceove.

### Poimenovanja
Po njem se imenuje krater na Luni Backlund, kakor tudi asteroid 856 Backlunda.

## Družina
Backlund se je poročil z Ulriko Catharino Widebeck. Njuna hčerka Elsa Carolina Backlund (25. februar 1880 – 19. april 1974) je postala zelo znana umetnica. Poročila se je z Ulrikom Fredrikom Adolfom Hugom Celsingom in je bila znana pod imenom Elsa Backlund-Celsing. Njun sin Helge Gotrik Backlund (3. september 1878 – 1958) je bil geolog.

### Osmrtnice
- AN 203 (1916) 235/236 (nemško)
- MNRAS 77 (1916) 310 (angleško)